# Inhumans (televisieserie)
Marvel's Inhumans, of simpelweg Inhumans, is een Amerikaanse televisieserie van ABC, ontwikkeld door Scott Buck en gebaseerd op de gelijknamige gemuteerd mensenras van Marvel Comics, bedacht door Stan Lee en Jack Kirby. Het speelt zich af in het Marvel Cinematic Universe (MCU) en werd geproduceerd door ABC Studios en Marvel Television in samenwerking met Devilina Productions.

## Verhaal
Aan de andere kant van de maan verbergt de stad Attilan een gemeenschap van Inhumans die al generaties lang ver van de Aarde leeft. Terwijl Inhumans weer op Aarde verschijnen nadat teratogene kristallen in de zee zijn losgelaten, wordt de regering van koning Black Bolt met zijn vernietigende stem bedreigd door zijn broer Maximus, een machteloze Inhuman die ernaar verlangt dat zijn medemensen hun plaats op aarde herwinnen. De samenzwering zal de koning, koningin Medusa, zijn adviseur Karnak en het hoofd van de koninklijke garde Gorgon dwingen hun toevlucht te zoeken op Aarde, op het eiland Oahu, terwijl Maximus de macht overneemt.

## Rolverdeling
| Acteur           | Personage   |
| ---------------- | ----------- |
| Anson Mount      | Black Bolt  |
| Serinda Swan     | Medusa      |
| Ken Leung        | Karnak      |
| Eme Ikwuakor     | Gorgon      |
| Isabelle Cornish | Crystal     |
| Ellen Woglom     | Louise      |
| Iwan Rheon       | Maximus     |
| Mike Moh         | Triton      |
| Sonya Balmores   | Auran       |
| Michael Buie     | Agon        |
| Tanya Clarke     | Rynda       |
| Ari Dalbert      | Bronaja     |
| Aaron Hendry     | Loyolis     |
| Ty Quiamboa      | Holo        |
| Henry Ian Cusick | Evan Declan |
| Olo Alailima     | Sammy       |
| Bridger Zadina   | Mordis      |
| Sumire Matsubara | Locus       |
| Jamie Gray Hyder | Jen         |
| Michael Trotter  | Reno        |
| Ptolemy Slocum   | Tibor       |
| Krista Alvarez   | Flora       |
| Chad Buchanan    | Dave        |
| Liv Hewson       | Audrey      |

## Afleveringen
| Afl. | Titel                                 | Regie            | Scenario                        | Originele releasedatum |
| 1    | "Behold... The Inhumans"              | Roel Reiné       | Scott Buck                      | 29 september 2017      |
| 2    | "Those Who Would Destroy Us"          | Roel Reiné       | Scott Buck                      | 29 september 2017      |
| 3    | "Divide and Conquer"                  | Chris Fisher     | Rick Cleveland                  | 6 oktober 2017         |
| 4    | "Make Way for... Medusa"              | David Straiton   | Wendy West                      | 13 oktober 2017        |
| 5    | "Something Inhuman This Way Comes..." | Kevin Tancharoen | Scott Reynolds                  | 20 oktober 2017        |
| 6    | "The Gentleman's Name is Gorgon"      | Neasa Hardiman   | Charles Murray                  | 27 oktober 2017        |
| 7    | "Havoc in the Hidden Land"            | Chris Fisher     | Quinton Peeples                 | 3 november 2017        |
| 8    | "...And Finally: Black Bolt"          | Billy Gierhart   | Rick Cleveland & Scott Reynolds | 10 november 2017       |